# Jan Uhr Kos
Jan Uhr Kos, también conocido como Joan Uhr o Juan Uhr (Rättvik, Suecia, 13 de junio de 1858 - Valencia, 9 de julio de 1922) fue un pastor bautista y misionero de la Misión Bautista Sueca.

## Biografía
Pastor y misionero bautista, nació en Rättvik, Suecia el 13 de junio de 1858. Los primeros años de su vida se desarrollan en su iglesia local, entre 1884 y 1886 estudió teología en el seminario bautista Bethel, de Estocolmo y se preparó para ser uno de los dirigentes de las iglesias bautistas de su país.
A los 28 años, Eric Lund, un compatriota suyo, que estaba trabajando en España, lo llamó para que le ayudase especialmente para fortalecer las comunidades catalanas, sobre todo la de Sabadell. Uhr se despidió de su iglesia a Kungsör y un dirigente de la congregación denominado Ekman, le regaló un abrigo.

### Primera etapa en Sabadell
En 1886 establece un primer contacto con un grupo protestante de Sabadell que se estaba reuniendo desde 1873, a pesar de que no será hasta 1889 cuando se haga cargo de la iglesia como pastor. Durante tres años dio apoyo en las iglesias catalanas y volvió a su país para preparar su llegada definitiva a España. Uhr se casó en Suecia, el 29 de junio de 1889 con Cecilia Wisquist Larson y seguidamente volvió a Sabadell para dirigir la comunidad bautista de la ciudad.

### Segunda etapa en Sabadell
El grupo de evangélicos de Sabadell era reducido y desde su formación, prácticamente no había tenido ningún pastor dedicado únicamente a su congregación, por lo que se considera que con la llegada de Uhr se funda la iglesia bautista de la localidad, en julio de 1889.
El trabajo de Uhr no era en exclusiva en esta ciudad del Vallés, sino que durante los años 1892 y 1893 visita pueblos del Alto Aragón para llevar a cabo su labor misionera. No conseguirá abrir ninguna iglesia estable, pero si que consiguió conversiones individuales y muchos simpatizantes.
En 1894 intentó abrir iglesias en la villa de Piera, y también en el pueblo de la Creu Alta, un pueblo que luego pasaría a formar parte de Sabadell, pero en los dos casos no pudo llevarlo a cabo. También se abrieron escuelas evangélicas en la calle Fivaller de Sabadell, aunque no tuvieron mucha continuidad. En aquellos momentos la comunidad de Sabadell tenía unos 25 miembros bautizados.
En 1895 murió Lidia, la única hija de Uhr, con tan solo 15 meses de edad. Su entierro fue en el local de la iglesia, en la calle Calderón, 62 y causó una gran conmoción en la ciudad, tanto que una multitud de gente de diversa condición social colapsó la vía pública. Este hecho demuestra el prestigio que habían consiguiendo los cristianos evangélicos, según se hizo eco un diario liberal de la época. Un año más tarde, Uhr intentó colocar una lápida con un versículo de la biblia en la tumba de su hija y se encontró con la intolerancia de la iglesia católica en forma de denegación de permiso.

### Traslado a Valencia
El 1895 al morir el pastor de la iglesia de Valencia, Karl Haglund, también sueco, Uhr fue designado para suplirlo, cargo que ejerció hasta su muerte. En 1908 se estableció en la calle Palma, 5, en un edificio obra del arquitecto valenciano Francisco Mora. Después, conseguiría un nuevo local para la iglesia en la calle del Pilar. Uhr estaba apoyado por el joven Vicente Mateu, alma de los bautistas valencianos, y conjuntamente hicieron trabajo evangelístico en los pueblos cercanos de Burjasot, Sumacàrcer, Carlet, Alcácer y otros.
El 23 de junio de 1902 contrajo matrimonio con su compatriota Leonor Lindström, después de que su primera mujer Cecilia, falleciera en Valencia en el año 1900. Se fundaron varias sociedades de jóvenes llamadas "Esforç Cristià", y la iglesia de Valencia fue la encargada de organizar la Convención Bautista de 1911. Desde Valencia, Uhr publicó el diario para niños llamado “Hojas dominicales”, que durante algunos años fue muy apreciado por el público evangélico infantil.
Murió en Valencia el 9 de julio de 1922, después de una breve enfermedad.